# 筋 (行政区画)
筋（すじ）とは、江戸時代に地勢によって区分された行政区画をいう。
江戸幕府の勘定所では、幕府直轄領を関東筋・東海道筋・北国筋・畿内筋・中国筋・西国筋と区分した。また藩によっては、各郡に筋名が見られることや、2郡にまたがる場合もある。村名に郡と筋名を冠して地名を示すこともあるが、これは異なった系列を示す場合が多い。
美濃国には各郡に筋名が見られ、近江の彦根藩では南・中・北の3筋があり、各筋ごとに筋奉行が交通・駅伝・衣食住・年貢収納などを管轄し、その下で代官が分担執務した。
幕府直轄領である甲斐国では近世初頭に中世以来の地域区分を元に筋による行政区画が設定され、九筋二領の地域区分が成立した。